# Interrupção do Facebook de 2021
A Interrupção do Facebook de 2021 foi uma interrupção de serviço na rede social norte-americana, Facebook e as suas subsidiárias, incluindo Messenger, Instagram, WhatsApp, Mapillary e Oculus, com início às 14h40 UTC do dia 4 de outubro de 2021. As redes ficaram indisponíveis globalmente por um período superior a seis horas. A interrupção foi causada por uma remoção do Border Gateway Protocol (BGP) de todas as rotas de IP para os seus servidores de nomes de domínio (DNS), todos eles então auto-hospedados. Após a paragem dessas plataformas, os utilizadores começaram a migrar para o Twitter, Discord e Telegram, resultando em interrupções nos servidores desses aplicativos. Os serviços de DNS do Facebook começaram a poder ser acedidos novamente às 21h05. Às 22h00, o Facebook relatou que os serviços da camada de aplicativos estavam a ser restaurados lentamente para o Facebook, Instagram e WhatsApp, após mais de seis horas de interrupção. Aos poucos, WhatsApp, Facebook e Instagram voltaram a funcionar em alguns dispositivos.

## Antecedentes
A interrupção aconteceu um dia depois da antiga gerente de produto do Facebook, Frances Haugen, ter passado informações para o 60 Minutes da CBS News, afirmando que a Facebook, Inc. estava mais preocupado com "crescimento do que segurança". O relatório mostrou que o Facebook deu tratamento preferencial a políticos e celebridades, tendo sido parcialmente usado para organizar o ataque ao Capitólio dos Estados Unidos em 2021. Haugen deverá testemunhar perante um subcomité do Senado em 4 de outubro.

## Causas
Especialistas em segurança identificaram o problema como uma retirada do Border Gateway Protocol dos prefixos de endereço IP nos quais os servidores de nomes de domínio do Facebook estavam hospedados, tornando impossível para os utilizadores resolverem o Facebook e nomes de domínio relacionados, e alcançar os serviços. Os efeitos foram visíveis globalmente: o provedor de internet suíço Init7, por exemplo, registrou uma queda massiva no tráfego de internet para os servidores do Facebook após a mudança no BGP.
A interrupção também cortou as comunicações internas do Facebook, impedindo que os funcionários enviassem ou recebessem e-mails externos, acessassem o diretório corporativo e se autenticassem em alguns serviços do Google Docs e Zoom. O New York Times relatou que os funcionários não conseguiam aceder a prédios e salas de conferência com os seus crachás de segurança. O site Downdetector, que monitora interrupções na rede, registou dezenas de milhar de incidentes em todo o mundo. Steve Gibson, pesquisador de segurança, afirmou que uma "atualização de rotina do BGP correu mal" bloqueando "pessoas com acesso remoto" aos servidores para consertar o erro, com as pessoas com acesso físico sem autorização para consertar o erro.
A Cloudflare informou que por volta das 15h40 o Facebook fez um número significativo de atualizações do BGP, anunciando a remoção de rotas para os seus servidores. Ao mesmo tempo, os servidores DNS do Facebook ficaram offline. Por volta das 15h50, após a propagação das atualizações de rota, o nome de domínio do Facebook tornou-se indisponível no resolvedor DNS da Cloudflare. Por volta das 21h00, o Facebook retomou a anunciar atualizações do BGP, com o nome de domínio do Facebook tornando-se resolvível novamente às 21h20. O Facebook começou a ter seus serviços restaurados gradualmente depois que uma equipe teve acesso aos computadores do data center localizado na Califórnia e reiniciou os servidores. Por volta das 22h28, os principais serviços do Facebook pareciam estar reconectados à Internet global.
Um relatório da CNBC afirmou que a interrupção foi a pior experimentada pelo Facebook desde 2008. No dia da paralisação, as ações da empresa caíram quase 5%.

## Resposta
O diretor de tecnologia do Facebook, Mike Schroepfer, redigiu um pedido de desculpas após o tempo de inatividade ter-se estendido por várias horas, afirmando "As equipas estão trabalhando o mais rápido possível para depurar e restaurar o mais rápido possível".
A congressista Alexandria Ocasio-Cortez tuitou sobre a queda, pedindo às pessoas que compartilhassem histórias "baseadas em evidências" no Twitter, ironizando com a reputação do Facebook de divulgar conteúdo factualmente questionável. O Twitter e o Reddit também postaram tweets ridicularizando a interrupção.
Os usuários do Twitter e da plataforma de média social Telegram relataram uma desaceleração nos tempos de resposta, que se acredita ter sido causada por pessoas normalmente no Facebook, ao mudar de serviço para aquelas redes.